# Moghania trifoliastrum
Moghania trifoliastrum là một loài thực vật có hoa trong họ Đậu. Loài này được (Domin) H.L. Li mô tả khoa học đầu tiên năm 1944.